# Laird Hamilton
Laird Hamilton (nacido Laird John Zerfas el 2 de marzo de 1964 en San Francisco), es un surfista estadounidense de grandes olas.
Laird se crio en la costa norte de Oahu, Hawái, dos años después de que su padre biológico les abandonara antes de su primer cumpleaños. Siendo aún muy pequeño, Laird conoció al legendario surfista de olas grandes de los 60, Bill Hamilton en la playa y se lo presentó a JoAnn, su madre. Bill Hamilton acabó casándose con ella y adoptó a Laird, dándole también su apellido.
La infancia y juventud de Laird transcurrió en los años 60 y 70 teniendo uno de los mejores sitios para practicar el surf del mundo, en la costa norte de Oahu como patio de recreo, con un surfista de olas grandes legendario como padre y entrenador, que le introdujo en el arte de la conquista de olas gigantes.

## Carrera y aportaciones al mundo de los deportes acuáticos
La infancia y juventud de Laird en el colegio fue algo movida, ya que se sentía algo aislado de sus compañeros, puesto que era el único alumno de raza blanca de su escuela. Era el blanco fácil para las peleas, de las que aprendió a defenderse gracias a su corpulencia.
A los dieciséis, Hamilton dejó el colegio para comenzar su carrera como modelo. Un año más tarde, Laird fue descubierto por un fotógrafo de la edición masculina de la revista italiana Vogue, L’Uomo Vogue en una playa de Kauai. Obtuvo un contrato como modelo e incluso compartió una sesión de fotos en 1983 con la actriz Brooke Shields.
A los veinte, Laird era ya un excelente surfista y podría haber dejado sin problemas el mundo de la pasarela y haber firmado contratos de publicidad para ropa o participar en los Campeonatos de Surf, bien pagados también. Sin embargo, a Laird no le atrajo nunca el mundo de la moda ni el de las competiciones de surf, que conocía de cerca gracias a la experiencia de su padre, Bill. Para Bill Hamilton, el surf era más una obra de arte que algo que se basara principalmente en el rendimiento.
La película "de culto" del género North Shore, de 1987, proporciona una visión interesante del joven Laird, que hace de malo.
Aunque siguió teniendo éxito como modelo en los 80, Hamilton, que se había criado en el mundo del surf profesional, deseó siempre encaminar su vida al surf. No obstante, el rechazo de Laird hacia el circuito profesional implicaba que tendría que elegir un camino alternativo hacia la fama y el reconocimiento internacional.
Un intento temprano de obtener el reconocimiento de los medios vino gracias a que se convirtió en el primer surfista en completar un giro de 360°, atado a su tabla. La película Groove - Requiem in the key of Ski de Greg Stump de (1990) recoge ese logro. Ese fue el famoso comienzo, a principios de los 1990 con la legendaria pandilla 'atada' de Maui, o The Strapped Crew, un grupo de unos ocho amigos entre los que estaba su compañero, la estrella Rush Randle, que intentaba llevar las limitaciones y los límites del surf contemporáneo hasta cotas insospechadas. 
"The Strapt crew" no dejaba de sorprender a los espectadores conquistando olas más grandes, logrando saltos de casi 10 metros con tablas de windsurf y experimentando con las primeras tablas de kiteboarding.
A finales de 1992, Hamilton y algunos de sus compañeros, como Darrick Doerner y Buzzy Kerbox empezaron a usar botes hinchables para remolcarse mutuamente a olas que eran demasiado grandes como para cogerlas solo con la fuerza de sus brazos. La técnica, que más tarde sería sustuida por motos acuáticas, supuso toda una revolución. El surf a remolque o Tow-in surfing como pronto comenzó a conocerse, condujo las posibilidades de coger olas gigantes hasta niveles desconocidos.
Aunque la comunidad surfista acogió este avance con reacciones enfrentadas (para algunos era trampa y contaminaba), Laird explicó que el surf a remolque era la única forma de coger las olas monstruosas como las que se dan en Jaws (Peahʻi) a las afueras de la costa de Maui y en litoral de Tahití. Gracias al surf a remolque, Hamilton aprendió pronto no sólo a sobrevivir a olas de 20 metros si no a trazar arcos en paredes de agua capaces de, literalmente, hundir barcos. De este modo, se añadía una dimensión dramática a un deporte preocupado durante mucho tiempo por los trucos y saltos en olas pequeñas, que ya eran todo un cliché en el surf de competición.
De pronto, Hamilton estaba logrando el reconocimiento que tanto había ansiado. En 1994, apareció tanto en ESPN (con su primera mujer, la deportista de bodyboard brasileña Maria Hamilton) como en la portada de la revista que llamó la atención sobre él de una serie de agencias deportivas, de repente conscientes de su gran potencial. Gracias a esto, logró el patrocinio en exclusiva de la empresa francesa de ropa deportiva Oxbow a finales de ese año, contrato que sigue vigente y por el que presta su imagen en anuncios y posa con su ropa.
Sin embargo, la vida de Laird dio un giro inesperado en 1995.Laird abandonó a su esposa y a su hija para irse a vivir con la modelo y jugadora profesional de voleibol, Gabrielle Reece en Los Ángeles, a quien conoció mientras esta le entrevistaba en la televisión americana. Se casaron en noviembre de 1997.
El ascenso de Hamilton a la fama se benefició considerablemente de la experiencia y conocimiento de Gabrielle Reece de la industria mediática, que "lo sabía todo sobre participar en un deporte en el que tenías que crear algo de la nada," según sus propias palabras. Puso en contacto a Hamilton con su agente, Jane Kachmer, que le sugirió que necesitaba algo de publicidad y organización profesional para lograr su potencial. En poco tiempo, la carrera de Hamilton comenzó a parecerse más a la de Reece. En 1996, la revista People le eligió entre las 50 Personas Más Bellas del Mundo, e incluso sustituyó a Reece como presentador de la serie de televisión por cable 'The Extremists'.
A finales de los 90 Laird, al tiempo que obtenía más atención, se había convertido en un deportista acuático verdaderamente polivalente, en todo tipo de deportes acuáticos como el windsurf, el esquí acuático y el kitesurf, del que es pionero. En 1996 Laird y Manu Bertin resultaron piezas claves al hacer demostraciones y popularizar el kitesurfing en las afueras del litoral de la costa hawaiana de Maui.
En un alarde de demostración de su gran habilidad en el agua, en 1999 Laird se embarcó con su tabla de windsurf recorriendo la distancia que separa las islas hawaianas de Oahu y Kauai, de unas cincuenta millas, que recorrió en sólo cinco o seis horas. Luego hizo el camino de regreso también con su tabla. A Hamilton se le reconoce también el crédito de haber inventado la tabla con hidroaleta o foilboard, hasta hacerla evolucionar en una tabla de surf que incorpora tecnología de los aliscafos (con perfiles alares sumergidos), que aporta una mayor precisión y efectividad a la hora de hacer maniobras aéreas en el agua.
A pesar de todo, se considera que el momento más importante de su carrera y su vida deportiva se produjo la mañana del 17 de agosto de 2000 al coger una ola con su tabla y desafiando a la muerte en el enclave conocido como Teahupo'o en Tahití, que cementó su reputación de ser el mayor surfista de olas grandes de todos los tiempos. Una caída en Teahupoo, una ola poco profunda que rompe sobre arrecifes al sudeste de Tahití, equivale con casi toda seguridad a la muerte.
En Teahupoo, Laird montó la que muchos consideran la ola más peligrosa jamás conquistada. Los surfistas de todo el mundo aluden a la bajada que hizo como "La Ola" o 'The Wave' y la imagen de él cogiendo La Ola fue la portada de la revista Surfer, con el pie de foto: "oh my god..." (¡Oh, Dios mío!).
Muchos consideran a Hamilton el mejor de los mejores en el surf de olas grandes, ya que con regularidad cabalga olas de 35 pies (11 m) de alto  a más de 30 millas por hora (50 km/h), subiéndose con éxito a otras olas de hasta 70 pies de alto (22 m), a una velocidad de hasta 50 mph (80 km/h).
Se ha dicho a menudo que es capaz de conquistar semejantes olas gracias a su excepcional condición física y a su gran estatura. Con 1,90 m (6′3″) y 102 kg de peso (225 libras), puede coger olas mayores que muchos otros surfistas de menor estatura no podrían físicamente.

## Curiosidades
- Laird cazaba cerdos y trabajó en una pequeña plantación de taro cuando era niño.
- Laird nació en un batisferio en San Francisco, es decir, que su madre dio a luz en el agua.
- Es medio griego, por parte paterna (biológico).
- Ya de niño, Laird tenía una gran sed de adrenalina; hay videos suyos en los que se le ve saltar de un acantilado de 18 metros al agua, con sólo 7 años.
- Laird aparecía en el documental de 2004 Riding Giants sobre surf, que inauguró el Festival de Cine de Sundance ese año.
- Apareció como vagabund surfer en la adaptación de 2015 de la película Point Break, con Édgar Ramírez y Luke Bracey.